# Rivera (cidade)
Rivera é uma cidade do Uruguai, capital do departamento de mesmo nome, no norte do país. Está localizada na fronteira com o Brasil e é vizinha de Sant'Ana do Livramento, município brasileiro do estado do Rio Grande do Sul. Segundo estimativas de 2011, a cidade teria em torno de 78 mil habitantes.

## População
Segundo o último censo do ano 2011, a cidade contava com uma população de mais de 78 900 habitantes, dois quais 37 509 eram homens e 41 391 mulheres. Junto a cidade Santana do Livramento formam um cone urbano de 160 000 habitantes. 
| 1867 | 1889 | 1908 | 1963   | 1975   | 1985   | 1996   | 2004   | 2011   |
| ---- | ---- | ---- | ------ | ------ | ------ | ------ | ------ | ------ |
| 341  | 1000 | 8986 | 41 266 | 48 942 | 62 193 | 71 345 | 76 795 | 78 900 |